# 피에르 오메트르
피에르 오메트르(Pierre Aumaître, 1837년 4월 8일 ~ 1866년 3월 30일) 또는 오메트르 베드로는 프랑스의 선교사로서 조선의 천주교 박해 때에 순교한 한국 천주교의 103위 성인 중에 한 사람이다. 한국성(姓)은 오(吳)이다.

## 생애

### 출생과 성장
피에르 오메트르는 1837년 4월 8일에 앙굴렘 교구 소속의 에젝 마을에 있는 한 가정에서 5형제 중의 장남으로 태어났다. 그의 아버지는 소농이자 제화공이었다. 오메르트의 부모는 독실한 천주교 신자였다. 어린 오메트르는 매우 착한 소년이었지만, 영리하지 못하였고 기억력 또한 형편 없었다.
오메트르는 사제가 되기를 원했지만, 그의 본당 신부는 그것이 불가능하다고 생각했다. 그 동안 본당 신부가 교체되었는데, 새로 부임한 신부 또한 그에게 라틴어를 가르치기를 꺼려했다. 그러나, 오메트르는 매일 아침마다 4 킬로미터 거리에 사는 한 평신도 교사를 찾아가 라틴어를 배웠다. 그의 본당 신부는 오메트르의 근면함에 감복하여 1852년에 주교에게 그를 리슈몽에 있는 소신학교에 입학토록 추천하였다. 오메르트는 머리가 나빴지만, 강한 의지력의 소유자였다. 그는 매우 열심히 공부하여 우등생이 되었다.

### 사제 서품과 조선 선교
1857년에 그는 앙굴렘에 있는 대신학교에 입학하였다. 그의 상급자들도 그의 모범적인 생활에 감복하였다. 오메트르는 완전히 순종적이었다. 그는 철학 수업 첫 해에, 교수에게 자신이 선교사가 되고 싶다고 말했다. 1859년에 오메트르는 파리 외방전교회의 대신학교에 입학하였다. 그곳에서 그는 약 3년 간의 사제 수업을 마치고, 1862년 6월 14일에 사제 서품을 받았다. 그는 1863년 6월 23일에 조선에 입국하였다. 그는 먼저 수원 인근의 샘골에 머물며 조선어를 공부했고, 다음에는 충청도 내포 지방에 있는 다블뤼 주교가 기거하는 곳 근처로 이사하여 선교활동을 이어갔다. 모든 천주교인들은 오메트르 신부를 사랑하였고 그의 선량함과 친절함에 감복하였다. 한때 베르뇌 주교는 오메트르 신부에 대해 이렇게 기록했다. "이 작은 사제는 사람들에게 성체와 동정 마리아에 대한 헌신을 훌륭히 가르치며 작은 기적을 이뤄내고 있다."

### 박해와 순교
1866년 병인년에 박해가 발발하자, 오메트르 신부는 교우들에게 비천주교인들에게 공개적으로 천주교 신앙을 고백할 시간이 왔다고 말하였다. 그는 다블뤼 주교가 활동하던 마을로 가서 포도청에 자수하였다. 그는 다블뤼 주교와 위앵 신부와 함께 홍주를 거쳐 한양의 감옥으로 압송되었다. 그들은 가혹한 심문과 고문을 모두 견뎌냈다. 1866년 3월 30일에 충청도 보령의 갈매못에서 오메르트 신부는 다블뤼 주교와 위앵 신부, 장주기 요셉 그리고 황석두 루카 등과 함께 참수되고 군문효수되었다. 그는 처형되는 동안에도 다른 사람들을 격려하였다. 오메르트 신부가 순교하던 때의 나이는 30세였다. 일설에 따르면, 당시 순교자들의 시신은 장례식 때까지 썩지 않았으며 얼굴에 온화한 미소를 띄고 있었다고 전해진다.

## 시복 · 시성
오메트르 베드로 신부는 1968년 10월 6일에 성 베드로 대성당에서 교황 바오로 6세가 집전한 24위 시복식을 통해 복자 품에 올랐고, 1984년 5월 6일에 서울특별시 여의도에서 한국 천주교 창립 200주년을 기념하여 방한한 교황 요한 바오로 2세가 집전한 미사 중에 이뤄진 103위 시성식을 통해 성인 품에 올랐다.

## 참고 문헌
- 가톨릭 사전: 오메트르
- Catholic Bishop's Conference Of Korea. 103 Martryr Saints: 오매뜨르 베드로 Petrus Aumaître 보관됨 2015-02-08 - 웨이백 머신